# Guerra civile austriaca
La guerra civile austriaca (in tedesco Österreichischer Bürgerkrieg), anche conosciuta come Rivolta di febbraio (in tedesco Februarkämpfe), è un termine a volte usato per alcuni giorni di scaramucce tra le forze fasciste e quelle socialiste tra il 12 e il 16 febbraio 1934, in Austria. Gli scontri iniziarono a Linz e si svolsero principalmente nelle città di Vienna, Graz, Bruck an der Mur, Judenburg, Wiener Neustadt e Steyr, ma anche in alcune altre città industriali dell'Austria orientale e centrale.

## Origini del conflitto

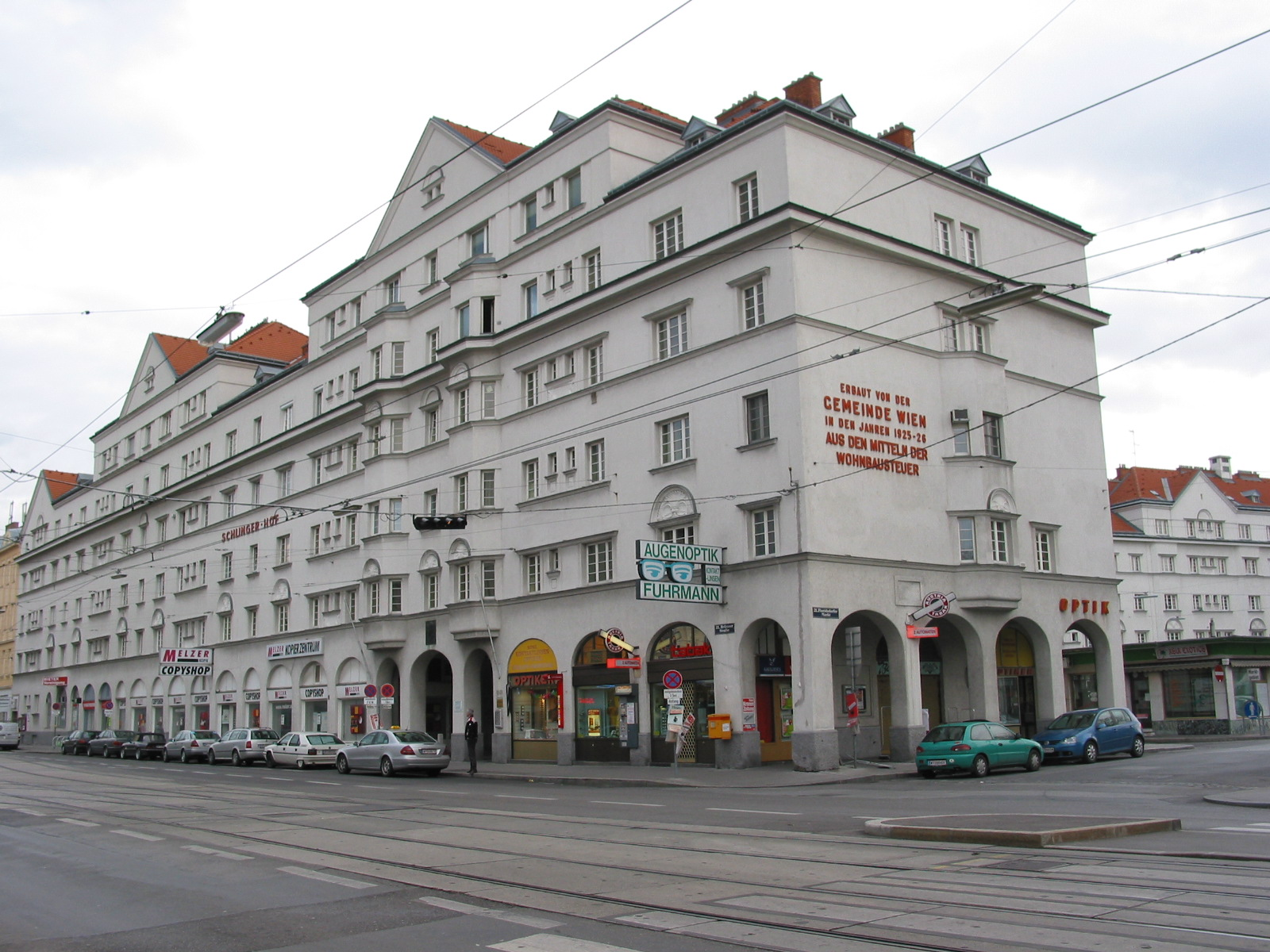
Lo Schlingerhof a Floridsdorf, dove si trovava un grande deposito di armi, e nel 1934 utilizzato dal Republikanischer Schutzbund

Dopo la fine dell'Impero austro-ungarico nel 1918, venne creato lo Stato d'Austria come democrazia parlamentare. Due grandi fazioni dominarono la politica nella nuova nazione: i socialisti (rappresentati politicamente dal Partito socialdemocratico dei lavoratori) e i conservatori (rappresentati politicamente dal Partito Cristiano-Sociale). I socialisti trovarono le loro roccaforti nei quartieri popolari delle città, mentre i conservatori potevano costruire sul sostegno della popolazione rurale e della maggior parte delle classi superiori. I conservatori mantennero anche strette alleanze con la Chiesa cattolica e potevano annoverare tra le loro file alcuni esponenti religiosi di spicco.
Come nella maggior parte delle nascenti democrazie europee dell'epoca, la politica in Austria assunse un carattere fortemente ideologico. Sia il campo socialista che quello conservatore non erano semplicemente costituiti da partiti politici, ma possedevano strutture di potere di vasta portata, comprese le proprie forze paramilitari. I conservatori iniziarono a organizzare l'Heimwehr (Guardia Nazionale) nel 1921–23; in risposta, i socialdemocratici organizzarono paramilitari chiamati Republikanischer Schutzbund (Associazione di Protezione Repubblicana) dopo il 1923. Alterchi e scontri tra queste forze (in manifestazioni politiche, ecc.) avvenivano frequentemente.
Un primo grande incidente avvenne all'inizio del 1927, quando membri della Frontkämpfervereinigung di Hermann Hiltl ("Fronte dell'Unione dei Combattenti" — un'associazione paramilitare anch'essa affiliata al campo conservatore) spararono ed uccisero un bambino di otto anni e un veterano di guerra che marciavano con lo Schutzbund in una contromanifestazione a Schattendorf (Burgenland). A luglio, tre imputati nel caso vennero assolti, portando all'indignazione nel campo della sinistra. Il 15 luglio 1927 si verificò uno sciopero generale e nella capitale si tennero manifestazioni. Dopo l'assalto a una stazione di polizia, le forze di sicurezza iniziarono a sparare contro i manifestanti. Un gruppo di persone inferocite appiccò poi il fuoco al Palazzo di Giustizia (Justizpalast), considerato il simbolo di un sistema giudiziario parziale ed imperfetto. Complessivamente, 89 persone (di cui 85 manifestanti) persero la vita in questa Rivolta di luglio e molte centinaia vennero feriti. Sorprendentemente, la violenza si placò presto e le fazioni riportarono la loro battaglia dalle strade alle istituzioni politiche.
Tuttavia, i travagli della Prima Repubblica peggiorarono solo negli anni successivi. La Grande depressione mostrò i suoi effetti anche in Austria, provocando un'elevata disoccupazione e una massiccia inflazione. Inoltre, dal 1933 - l'anno in cui Adolf Hitler divenne Cancelliere di Germania - simpatizzanti nazionalsocialisti (che volevano un'unificazione dell'Austria con la Germania di Hitler) minacciarono dall'interno lo Stato austriaco.

## Il conflitto
Il 4 marzo 1933 il cancelliere cristiano sociale Engelbert Dollfuß sospese il Parlamento austriaco. In una votazione ravvicinata (sul salario dei ferrovieri) nel Consiglio nazionale, ciascuno dei tre presidenti del parlamento rassegnò le dimissioni per votare, senza lasciare nessuno a presiedere la riunione. Anche se lo statuto avrebbe potuto risolvere questa situazione, Dollfuss colse l'occasione per dichiarare che il parlamento aveva cessato di funzionare e bloccò tutti i tentativi di riconvocarlo, minacciando anche di usare la forza militare contro i parlamentari, se avessero cercato di riunirsi. Il Partito socialdemocratico aveva così perso la sua principale piattaforma di azione politica. I conservatori, di fronte alle pressioni e alle violenze non solo della sinistra ma anche dei nazisti infiltrati dalla Germania, potevano ora governare per decreto sulla base di una legge di emergenza del 1917, senza controlli sul loro potere, e iniziarono a sospendere le libertà civili. Bandirono lo Schutzbund e imprigionarono molti dei suoi membri.

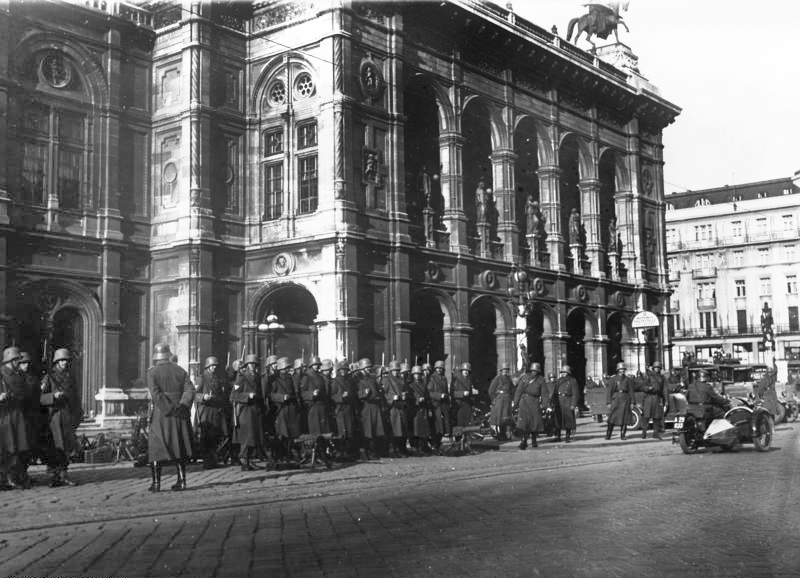
Combattimenti di febbraio: soldati dell'esercito federale prendono posizione davanti all'Opera di Stato di Vienna

Il 12 febbraio 1934, una forza, guidata dal comandante dell'Heimwehr a Vienna Emil Fey, perquisì l'Hotel Schiff a Linz, una proprietà appartenente al Partito socialdemocratico. Il comandante del Linz Schutzbund Richard Bernaschek fu il primo a resistere attivamente, innescando un conflitto armato tra un conglomerato dell'Heimwehr, la polizia, la gendarmeria e l'esercito federale regolare contro lo Schutzbund socialista, fuorilegge ma ancora esistente. Le schermaglie tra i due campi si estesero ad altre città e paesi dell'Austria, con il grosso dell'azione che si verificò a Vienna. Lì, i membri dello Schutzbund si barricarono nei complessi residenziali del consiglio comunale (Gemeindebauten), i simboli e le roccaforti del movimento socialista in Austria, come il Karl-Marx-Hof. La polizia ed i paramilitari presero posizione al di fuori di questi complessi fortificati e le parti si scambiarono il fuoco, inizialmente solo con armi leggere. Si verificarono combattimenti anche in città industriali come Steyr, Sankt Pölten, Weiz, Eggenberg (Graz), Kapfenberg, Bruck an der Mur, Graz, Ebensee e Wörgl.
Un momento apparentemente decisivo dei fatti avvenne con l'ingresso nel conflitto delle forze armate austriache. Sebbene l'esercito rimanesse ancora un'istituzione relativamente indipendente, il cancelliere Dollfuß ordinò di bombardare il Karl-Marx-Hof con artiglieria leggera, mettendo in pericolo la vita di migliaia di civili e distruggendo molti appartamenti prima di costringere i combattenti socialisti ad arrendersi. I combattimenti si conclusero a Vienna e nell'Alta Austria entro il 13 febbraio, ma continuarono pesantemente nelle città della Stiria, in particolare a Bruck an der Mur e Judenburg, fino al 14 o 15 febbraio. Dopo di che, c'erano solo piccoli gruppi di socialisti che combattevano contro le forze armate o fuggivano da esse. Entro il 16 febbraio 1934 la guerra civile austriaca era finita.

## Conseguenze

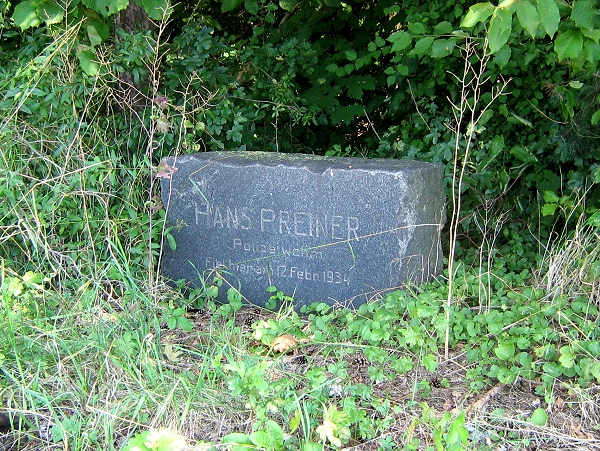
Lapide commemorativa di un agente di polizia ucciso il 12 febbraio 1934 a Linz durante la guerra

Diverse centinaia di persone (tra cui paramilitari, membri delle forze di sicurezza e civili) morirono nel conflitto armato; più di mille rimasero feriti. Le autorità processarono e giustiziarono nove leader dello Schutzbund in base alle disposizioni della legge marziale. Inoltre, vennero effettuati oltre 1 500 arresti. I principali politici socialisti, come Otto Bauer, vennero costretti all'esilio. John Gunther riferì che i membri dello Schutzbund ricevettero condanne "spietatamente severe".
Gli incidenti del febbraio 1934 vennero presi come pretesto dal governo per bandire del tutto il Partito socialdemocratico e i suoi sindacati affiliati. A maggio, i conservatori sostituirono la costituzione democratica con una costituzione corporativista modellata sulla falsariga dell'Italia fascista di Benito Mussolini; pertanto i socialisti coniarono il termine "Austrofascismo" sebbene l'ideologia di fondo fosse essenzialmente quella degli elementi più conservatori del clero cattolico austriaco, una caratteristica incoerente sia con il fascismo che con il nazismo. Il Fronte Patriottico (Vaterländische Front), in cui vennero fusi l'Heimwehr e il Partito Cristiano Sociale, divenne l'unico partito politico legale nel risultante regime autoritario, lo Ständestaat.

## Effetti a lungo termine

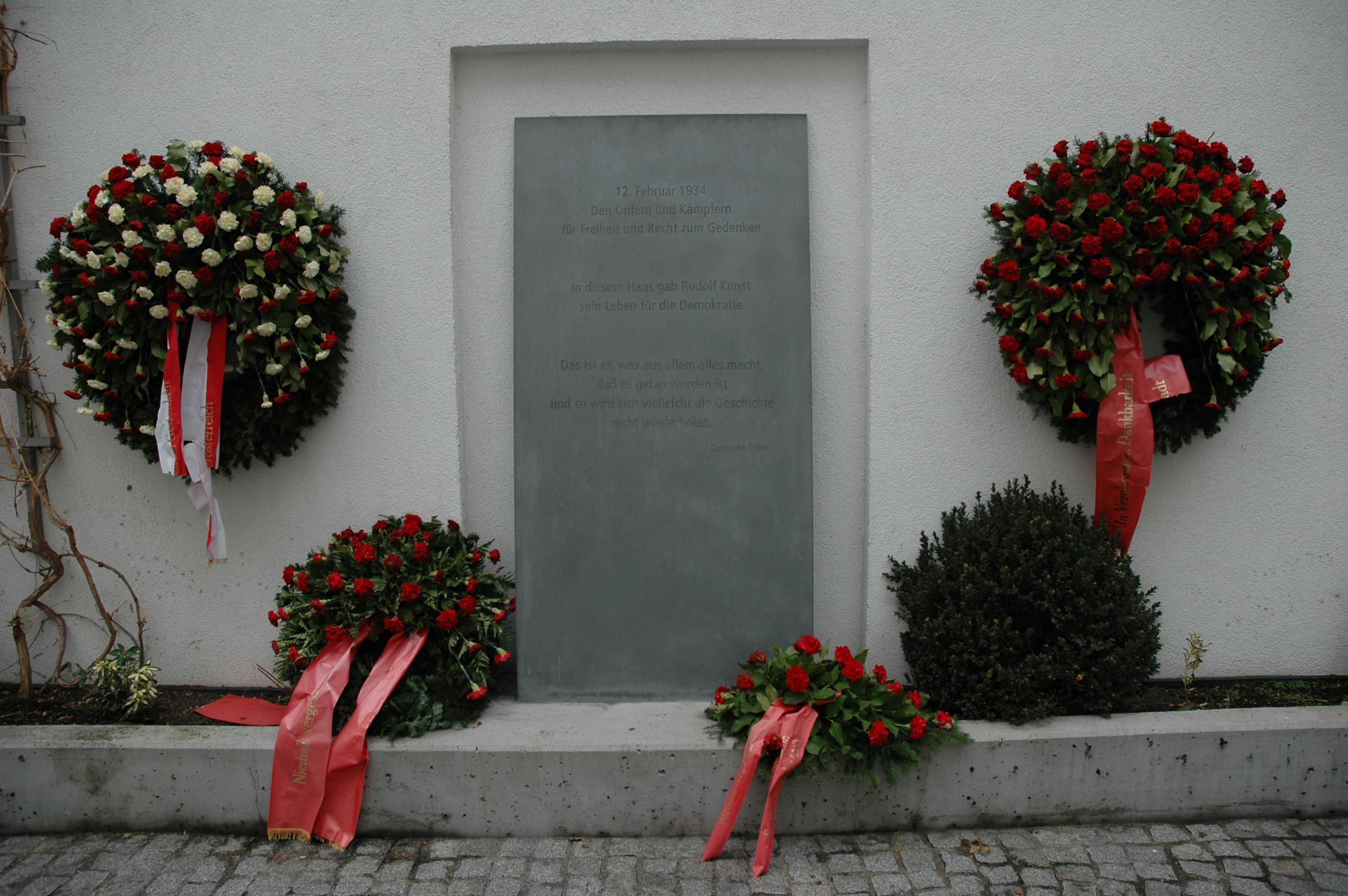
Monumento alle vittime e ai combattenti nel luogo in cui è iniziata la guerra civile, nel cortile dell'Hotel Schiff a Linz.

Anche se di piccole dimensioni nel confronto internazionale, e davvero di piccole dimensioni alla luce degli eventi della seconda guerra mondiale che seguirono presto, la guerra civile austriaca si rivelò comunque un momento decisivo nella storia della Repubblica. Dopo la seconda guerra mondiale, quando l'Austria riemerse nel panorama politico come nazione sovrana, la politica cadde nuovamente sotto il dominio dei socialdemocratici e dei conservatori, che ora formarono un partito chiamato Partito Popolare Austriaco (ÖVP). Per evitare il ripetersi delle aspre divisioni della Prima Repubblica, i vertici della Seconda Repubblica erano determinati a porre l'idea di un ampio consenso al centro del nuovo sistema politico. Venne introdotto il concetto di "Grande Coalizione", in cui i due maggiori partiti (Partito Socialdemocratico e Partito Popolare) condividevano il governo ed evitavano il confronto aperto. Questo sistema portò con sé stabilità e continuità, ma alla fine portò ad altre ripercussioni politiche, come il Proporz. Gli eventi della guerra civile austriaca avevano persuaso molti membri dell'establishment politico, e la popolazione in generale, che un ritmo lento delle riforme politiche era un piccolo prezzo da pagare per la stabilità sociale.